# 約萬·貝爾徹
約萬·貝爾徹（Jovan Allen Belcher，1987年7月24日 - 2012年12月1日），是一個美式足球員，效力於國家橄欖球聯盟（NFL）的堪薩斯城酋長隊的後衛。他在2012年槍殺女友後自殺身亡。

## 早期生活
贝尔彻于 1987 年 7 月 24 日出生于纽约州西巴比伦。高中时，贝尔彻是一名摔跤手，也踢足球。尽管贝尔彻在高中四年中曾有三年担任橄榄球队队长，但该队从未在任何锦标赛中进入过冠军赛。

## 大学
高中毕业后，全国没有一所重点大学为贝尔彻提供任何奖学金。贝尔彻以替补身份进入缅因大学，并为该大学的橄榄球队效力了四年。

## 职业足球
2009 年选秀期间没有球队选择贝尔彻，因此贝尔彻以未选秀自由球员的身份与堪萨斯城酋长队签约。签约时贝尔彻的体重为228磅，刚刚够恢复线卫的位置。作为 2009 年的新秀，贝尔彻参加了全部 16 场比赛，其中 3 场是首发。酋长队那一年的战绩为 4 胜 12 负，位列分区垫底位置。
2010 年，贝尔彻开始获得更多的上场时间，他参加了全部 16 场比赛，其中 15 场首发。酋长队以 10 胜 6 负的战绩进入季后赛，但最终在外卡轮中以 7 比 30 输给了巴尔的摩乌鸦队。
2011年，贝尔彻职业生涯中首次打满全部16场比赛，这对于未选秀的球员来说是一个罕见的壮举。酋长队那一年以 7 胜 9 负的战绩排名分区垫底。
2012 是贝尔彻在大联盟的最后一个赛季，他打了 11 场比赛，其中 10 场是在他去世前开始的。

## 去世
2012 年底，贝尔彻与女友卡桑德拉·珀金斯和他们的婴儿佐伊住在堪萨斯城。他们是由跑卫贾马尔·查尔斯介绍的，他也曾效力于酋长队，实际上是帕金斯的表弟。消息显示，贝尔彻和帕金斯发生争执，主要是因为财务状况。一次争吵之后，贝尔彻提前离家去听音乐会。音乐会结束后，贝尔彻驾车来到一处公寓大楼，他在音乐会上认识的一位女士就住在那里。邻居们注意到贝尔彻有可疑活动，因此报了警。贝尔彻告诉警方，他正在等女朋友，忘记了她公寓的密码。邻居们把贝尔彻叫进公寓，并让他在公寓里过夜。
第二天早上，贝尔彻回到家见女友，两人又发生了争吵。争吵以激烈的方式结束，贝尔彻拔出枪，近距离向珀金斯开枪。贝尔彻的母亲谢丽尔·谢泼德目睹了这一恐怖的场面并报了警，但贝尔彻已经离开。珀金斯总共被枪击九次后立即死亡，她的颈部、胸部、腹部、臀部、背部、腿部和手部均有伤口。她当时22岁。
贝尔彻离开家后，开车前往距离住所五英里的酋长队训练基地。在会见酋长队总经理斯科特·皮奥利之前，他走下车，用枪指着自己的头。酋长队主教练罗密欧·克雷内尔和线卫教练加里·吉布斯前来见贝尔彻，贝尔彻说他想感谢球队所做的一切，然后才承认是他杀了他的女朋友。当警车的警报声响起时，贝尔彻开枪自杀，结束了自己的生命。他当时 25 岁。
2013年1月14日，初步调查显示，贝尔彻体内含有酒精，其含量超出了密苏里州的法定驾驶限量，并被怀疑与谋杀-自杀案有关。贝尔彻死后约一年，他的尸体被挖掘出来，进一步调查显示他患有慢性创伤性脑病。
调查人员透露，贝尔彻自杀时使用的枪和杀害女友的枪不同。贝尔彻死亡时，他的住所内还存在其他枪支，这些枪支均是他用来在射击场练习的。所有这些枪支都是合法允许的。